# Miconia fragrans
Miconia fragrans är en tvåhjärtbladig växtart som beskrevs av Célestin Alfred Cogniaux. Miconia fragrans ingår i släktet Miconia och familjen Melastomataceae. Inga underarter finns listade i Catalogue of Life.